# Antonia Zegers
Antonia Zegers Oportot (Santiago, 29 de junho de 1972) é uma atriz chilena. Ela é mais conhecida por seu papel no filme O clube.